# فرهاد عظیما
فرهاد عظیما (انگلیسی: Farad Azima) کارآفرین و نیکوکار ایرانی بریتانیایی است.